# Otto Ernst (Politiker)
Otto Ernst (* 19. Jahrhundert; † 20. Jahrhundert) war ein deutscher Jurist und Politiker (CDU).
Er war nach dem Zweiten Weltkrieg der erste Senator im neugebildeten Stadtrat für Finanzen von Berlin. Ernst hatte dieses Amt von 8. Januar bis zum 18. April 1947 im Magistrat Ostrowski unter Otto Ostrowski (SPD), vom 18. April bis zum 18. August 1947 im Magistrat Reuter I unter Ernst Reuter (SPD) und vom 18. August 1947 bis zum 7. Dezember 1948 im Magistrat Schroeder unter Louise Schroeder (SPD) inne. In diesem Amt wurde er jedoch nie von der Alliierten Kommandantur bestätigt.